# Velenje

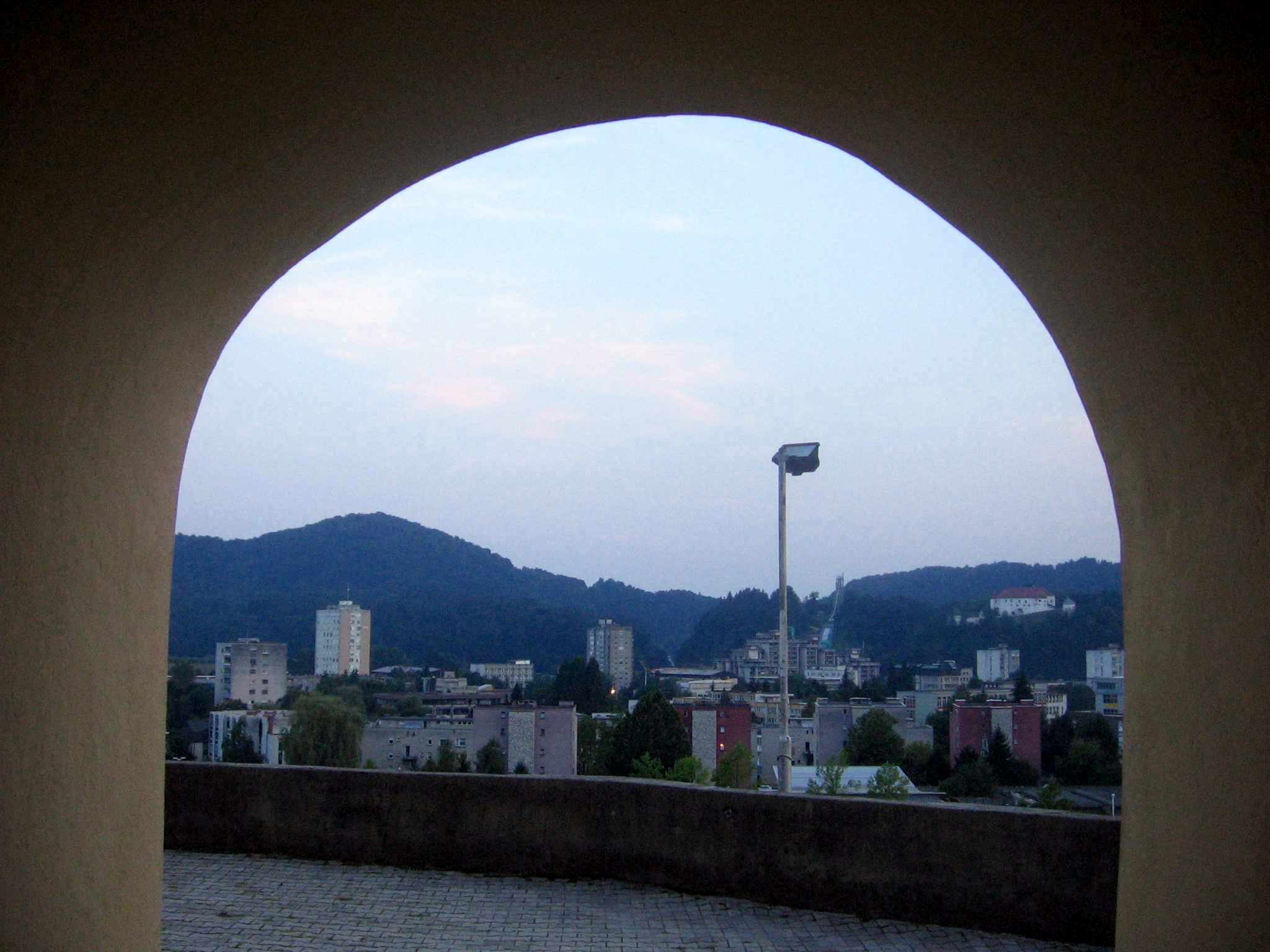
Velenje

Velenje és un municipi d'Eslovènia, amb 33,331 habitants. A causa de la seva mina, la ciutat s'expandí especialment després de la Segona Guerra Mundial. Després de la mort del president de Iugoslàvia Josip Broz Tito, fou rebatejada amb el nom de Titovo Velenje el 1981, però tornà al nom antic el 1991, poc després de la independència d'Eslovènia.
Velenje és la seu de Gorenja, i l'antiga ciutat natal de Jolanda Čeplak, una coneguda atleta eslovena que aconseguí una medalla olímpica de bronze.

## Persones il·lustres
- Amir Karić

## Ciutats agermanades
- Prievidza, Eslovàquia